# Subprefectura de Pirituba
La subprefectura de Pirituba es una de las 32 subprefecturas de la ciudad de São Paulo, siendo regida por la Ley Nº 13,999 del 1 de agosto del 2002.
Está conformada por tres distritos: Pirituba, São Domingos y Jaraguá que sumados representan un área de 54.7 kilómetros cuadrados y una población de 437 500 habitantes.